# Cá hàm búa

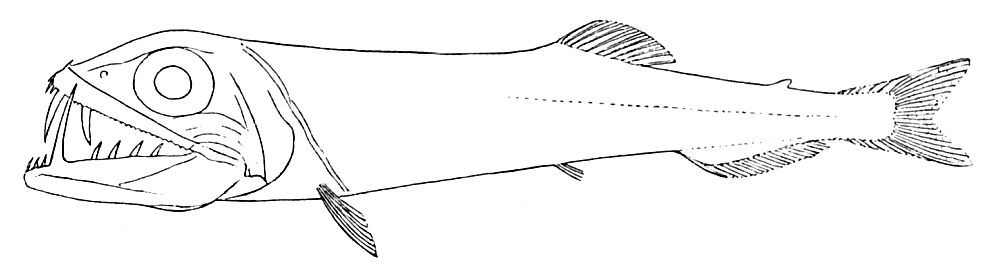
Minh họa của cá hàm búa

Cá hàm búa, tên khoa học Omosudis lowii, là một loài cá biển sâu nhỏ, được tìm thấy trên toàn thế giới ở vùng nhiệt đới và ôn đới đến chiều sâu 4.000 m (13.000 ft). Nó là đại diện duy nhất trong họ của nó, Omosudidae. Cá hàm búa lớn nhất đo được chiều dài tiêu chuẩn là 23 cm (9 inch) (trừ đuôi).